# Ministre responsable de la région de la Capitale-Nationale
Le ministre responsable de la région de la Capitale-Nationale est généralement un ministre délégué au sein du conseil des ministres du Québec. Il a pour mission de favoriser les liens entre le gouvernement et sa capitale nationale.

## Responsabilités
Le ministre est responsable de plusieurs organismes, soit :
- le Bureau de la Capitale-Nationale ;
- la Commission de la capitale nationale du Québec ;
- l'Observatoire de la Capitale.

## Ministres
| Député(e) | Député(e)           | Parti            | Circonscription | Début             | Fin              |
| --------- | ------------------- | ---------------- | --------------- | ----------------- | ---------------- |
|           | Paul Bégin          | Parti québécois  | Louis-Hébert    | 1998              | 2001             |
|           | Rosaire Bertrand    | Parti québécois  | Charlevoix      | 2001              | 2003             |
|           | Sam Hamad           | Libéral          | Louis-Hébert    | 2003              | 2005             |
|           | Michel Després      | Libéral          | Jean-Lesage     | 2005              | 2007             |
|           | Philippe Couillard  | Libéral          | Jean-Talon      | 2007              | 24 juin 2008     |
|           | Jean Charest        | Libéral          | Sherbrooke      | 25 juin 2008      | 18 décembre 2008 |
|           | Sam Hamad           | Libéral          | Louis-Hébert    | 18 décembre 2008  | 4 septembre 2012 |
|           | Agnès Maltais       | Parti québécois  | Taschereau      | 19 septembre 2012 | 23 avril 2014    |
|           | Sam Hamad           | Libéral          | Louis-Hébert    | 23 avril 2014     | 13 avril 2016    |
|           | François Blais      | Libéral          | Charlesbourg    | 13 avril 2016     | 11 octobre 2017  |
|           | Sébastien Proulx    | Libéral          | Jean-Talon      | 11 octobre 2017   | 18 octobre 2018  |
|           | Geneviève Guilbault | Coalition avenir | Louis-Hébert    | 18 octobre 2018   | 20 octobre 2022  |
|           | Jonatan Julien      | Coalition avenir | Charlesbourg    | 20 octobre 2022   | En cours         |